# عملية بايونيه
عملية بايونيه (بالإنجليزية: Operation Bayonet)‏ كانت عملية إنفاذ قانون مُتعددة الجنسيات بلغت ذروتها في عام 2017، واستهدفت عدة مواقع أسواق في الشبكة المُظلمة أبرزُها موقعي ألفاباي وهانسا. كما تم إغلاق العديد من المواقع الأخرى. جرت العملية بتعاوُن بين السلطات الأمنية في كل من كندا وتايلاند والولايات المتحدة.